# 士郎正宗
士郎 正宗（しろう まさむね、1961年11月23日 - ）は、日本の漫画家・イラストレーター。
兵庫県神戸市葺合区（現：中央区）出身。大阪芸術大学芸術学部美術学科（油画科）卒。大学では美術の教員免許を取得。
代表作に『アップルシード』、『攻殻機動隊』など。

## 概要
大学時代に漫画研究団体「アトラス」に一般メンバーとして所属、メンバーにぴゅあ（漫画家）、伊藤浩二（アニメーター）などがいた（名誉会員に星野之宣）。この頃から漫画を描き始め、1980年代初頭の在学中に同人誌『ブラックマジック』を（アトラスのメンバーに手伝ってもらいつつ）製作、アトラスから出版し、仲間と出版社などに売り込みを始めて『アップルシード』で青心社からデビューする。学生時代の面識・交流の有無は不明だが、島本和彦、庵野秀明らも同期である。卒業後は六甲山の夜間高校に美術教師として勤める傍ら、『アップルシード』の執筆を行っていたが、のち退職して専業作家となっている。
ヒット作『攻殻機動隊』で広く知られているが、デビュー当時から人気があり、『BSマンガ夜話』によれば、出版社と言えば東京に本社を置く所が牛耳っていた1980年代、地方の出版社がマンガの単行本を出版することはあり得ないことだったにもかかわらず、大阪に本拠を置く青心社発行の『アップルシード』がマニアックかつカルト的な人気に支えられ、全国に流通するという快挙を成し遂げたという。カッティングやタッチなどは田中久仁彦、山下いくとなど多くの作家に影響を与えた。
『Pieces Gem 01、攻殻機動隊データ+α』において、1995年の阪神大震災被災後から倉庫の整理もままならないまま4回に渡る引っ越しを重ね、2013年まで父親の介護などで創作活動がままならなかった事実（その間でも『攻殻1.5』は出している）について触れている。

## 作風
「電脳世界へのジャックイン」というサイバーパンク的世界観と、宇宙論から量子力学など幅広いハードSF的アイデアを融合し、一部にニューエイジ的意匠を取り込んだ独特の世界観を持つ作品を発表している。
子供の頃に、ジャン・アンリ・ファーブルやチャールズ・ダーウィンの著書を読んでいて、そういった様々な記憶からストーリーを考えており、特にSF作品が好きなわけでもなく、他のマンガ家の作品にも関心がないと語っている。
作品の大半は完結しておらず、非常に遅筆であることをしばしば自虐している。その一方で、〆切自体を破ったことは無い。これを「〆（締め切り）」の形をしたモニュメントを背負う自画像で表現したこともある。絵柄については大友克洋の影響が指摘される。
漫画の欄外に必ずといっていいほど註釈を入れる。その方針に対して1987年に対談した押井守から、「とてもよくわかる。僕もできれば、自分の映画に註釈を入れたいぐらいだから」と親近感を持たれている。
商業誌での連載終了以降では漫画作品をほとんど発表せず、イラストレーターとしての活動が目に付く。傾向としてはMacintoshによるデジタルペイントや3DCGを構成要素に用い、女性キャラクターやメカニックを描くことが多い。
『攻殻機動隊』のカラーページ以来、成人向けの題材を取り上げることも増えたが、基本的に男性が登場しないレズ行為が多い。男性を介在させないのは「読者も見たいと思わないだろう」というのが理由。2009年以降、過去に『ヤングマガジンアッパーズ』（講談社）などで連載していたアダルト描写を含む作品群を収めた画集シリーズ『PIECES』をリリース中。本人は未完結の漫画作品もいつかは完成させたいと話している。

## アニメーション
代表作と言える『攻殻機動隊』は、『GHOST IN THE SHELL / 攻殻機動隊』（監督：押井守）として1995年にアニメ化された。
この作品は、漫画家かつ映画監督として活躍している 大友克洋氏が制作した 『AKIRA』（1988年）が発表された時代に作られた。作風として【作品に非常に細かな世界設定を描きこむ】という傾向に、時代は動き始めていた。このような傾向はのちに正宗氏ら 多くの制作者に徹底的に追究されていくことになる。
その後、自身の代表作となる『攻殻機動隊』が 押井守氏により、劇場アニメーションを発表。この作品発表後 「世界的な日本アニメの原作者　『士郎正宗』」という　グローバルな評価を押し上げた大作となった。国内・国外で、しばしば「ジャパニメーション」という宣伝文句が付されている。
本人は映像化作品についての感想は控えているが、「GHOST IN THE SHELL / 攻殻機動隊」は優れた演出だったとコメントしており、アニメマニアではないが、押井作品では「ビューティフルドリーマー」と「天使のたまご」が好きだと語っている。
2004年の『イノセンス』はその続編でありながら、原作のエピソードを独自の解釈によって演出したオリジナリティの強い内容となっている。TVアニメ作品『攻殻機動隊 STAND ALONE COMPLEX』シリーズは、漫画を原案として再構成されたオリジナル作品。

1987年のOVA作品『ブラックマジックM-66』では自身が監督を務めているが、「原作を忠実に再現した映像作品は駄作にしかなりえない」という考えを持っている為、他のアニメ化作品には基本的にノータッチである。しかし最近はそうでも無く、「S.A.C.」シリーズや『EX MACHINA -エクスマキナ-』では詳細なプロット等を提示し、本人とは関係の無いアニメ作品にもキャラ原案・設定を持ちかける時もある。
一方で、制作側の混乱で未完成のまま公開された『ガンドレス』（1999年）の例もあり、本人も『イントロンデポ4』で「自分とアニメ業界との相性が悪いのは承知の通り」と記している。

## その他の活動
コンピュータゲームのキャラクターデザイン、メカニックデザイン等も数多く手掛けている。また立体物でもエレコムから発売された有線式マウス「M-MAPP1SMシリーズ」のデザインを担当した。

## 作品リスト
コミックス
- ブラックマジック (1985年12月20日発売)
- アップルシード
- ドミニオン (1986年発売)
  - ドミニオン コンフリクト編
- EXON DEPOT
- NEURO HARD 蜂の惑星（未完）
- GUN DANCING (CD−ROMコミック)
- PILE UP (2002年12月1日発売)
- 仙術超攻殻 ORION
- 攻殻機動隊シリーズ

  - 攻殻機動隊 THE GHOST IN THE SHELL (1991年10月5日発売)
  - 攻殻機動隊1.5 HUMAN-ERROR PROCESSER
  - 攻殻機動隊2 MANMACHINE INTERFACE
- 紅殻のパンドラ（原案のみ。漫画は六道神士が担当）

その他
- 伽姫草子小判（画集） (2004年1月1日発売)
- 大合作（合作漫画：参加）
- イントロンデポ シリーズ（画集）
  - イントロンデポ (1992年7月1日発売)
  - イントロンデポ2 BLADES (1998年11月26日発売)
  - イントロンデポ3 BALLISTICS (2003年4月28日発売)
  - イントロンデポ4 BULLETS (2004年7月1日発売)
  - イントロンデポ5 BATTALION (2017年11月1日発売)
  - イントロンデポ6 BARB WIRE 01 (2019年10月15日発売)
  - イントロンデポ7 BARB WIRE 02 (2019年10月15日発売)
  - イントロンデポ8 BOMB BAY (2019年10月15日発売)
  - イントロンデポ9 BARRAGE FIRE (2019年9月13日発売)
  - イントロンデポ10 BLOODBARD (2020年3月27日発売)
  - イントロンデポ11 BAILEY BRIDGE (2021年10月7日発売)
  - イントロンデポ12 BURNOUT VELOCITY (2024年6月27日発売)
  - イントロンデポ13 BURNOUT VELOCITY 02 (2025年7月31日発売予定)
- PIECES シリーズ（画集）
  - PIECES 1 (2009年3月1日発売)
  - PIECES 2 Phantom Cats (2010年4月9日発売)
  - PIECES 3 WILD WET QUEST (2010年8月1日発売)
  - PIECES 4 HELLHOUND-01 (2010年発売)
  - PIECES 5 HELLHOUND-02 (2011年1月1日発売)
  - PIECES 6 HELLCAT (2011年5月1日発売)
  - PIECES 7 HELLHOUND-01&02作業雑記＋α (2011年8月1日発売)
  - PIECES 8 WILD WET WEST (2012年4月1日発売)
  - PIECES 9 古今伽姫草子集 秘伝 (2012年8月1日発売)
- PIECES Gem シリーズ（画集、再掲、その他）
  - PIECES Gem 01 攻殻機動隊データ＋α（画集、雑記） (2014年11月1日発売)
  - PIECES Gem 02 NEURO HARD 蜂の惑星（再掲） (2015年7月25日発売)
  - PIECES Gem 03 アップルシード下描き集 (2017年2月1日発売)
- W・TAILS CAT シリーズ（画集）
  - W・TAILS CAT 1 (2012年2月25日発売)
  - W・TAILS CAT 2 (2013年1月25日発売)
  - W・TAILS CAT 3 (2016年9月29日発売)
  - W・TAILS CAT 4 (2025年4月30日発売)
  - W・TAILS CAT CAT Rough (2025年4月30日発売)
- スペシャル グラフィックス ドミニオン（ムック）
- ドミニオン・クラブ 士郎正宗イラストワールド（画集）
- 士郎正宗の世界展 公式原画集 SHIROW MASAMUNE ARTWORKS IN THE SHELL (2025年4月11日発売)
- 士郎正宗の世界展「攻殻機動隊」と創造の軌跡 公式図録 (パルコ出版、2025年4月発売)

- ヴァレリア・ファイル（小説：挿絵）
- ランドロック（小説：挿絵）
- 幻妖剣姫伝 沙霧（小説：挿絵）
- 真・退魔戦記 退魔官 赤神恭也（小説：挿絵）
- 邪神ハンター（小説：挿絵）
- 攻殻機動隊 灼熱の都市（小説：挿絵）
- 攻殻機動隊 STAR SEED（小説：挿絵）
- Classical Fantasy Within（小説：挿絵）
- 阿修羅fantasyシリーズ（テーブルトークRPG：表紙）
- 真退魔戦記TRPGシリーズ（テーブルトークRPG：表紙）
- ザ・サード完全版（小説：表紙、挿絵）

## 関連作品
- ブラックマジック M-66（原作、監督、脚本、絵コンテ、デザイン）
- ドミニオン（原作）
- アップルシード（原作）
- 蒼きウル（メカニックデザイン）
- 特捜戦車隊ドミニオン（原作）
- GHOST IN THE SHELL 攻殻機動隊（原作）
- ホーンドアウル（キャラクター＆メカニックデザイン）
- サンパギータ（キャラクターデザイン・イラストレーション）
- ガンドレス（キャラクター、メカニック設定＆デザイン）
- 攻殻機動隊 STAND ALONE COMPLEX（原案・協力）
- 攻殻機動隊 S.A.C. 2nd GIG（原案・協力）
- イノセンス（原案・協力）
- APPLESEED 2004（原作）
- 警察戦車隊 TANK S.W.A.T.（原作）
- 攻殻機動隊 STAND ALONE COMPLEX Solid State Society（原作・協力）
- RF online（デザイン協力）
- BOUNTY DOG/月面のイブ（メカニックデザイン協力）
- EX MACHINA -エクスマキナ-（原作・設定協力）
- 神霊狩/GHOST HOUND（共同原作）
- RD 潜脳調査室（原作）[6]
- ウィンズ オブ サンダー（キャラクターイメージイラスト）
- ファイアーエムブレム 新・暗黒竜と光の剣（キャラクターイメージイラスト）
- アシュラファンタジーオンライン（キャラクターデザイン）
- APPLESEED XIII（原作・キャラクターデザイン原案）